# Campeonato Sul-Mato-Grossense de Futebol de 2022
O Campeonato Sul-Mato-Grossense de 2022 foi a quadragésima quarta edição desta competição futebolística organizada pela Federação de Futebol de Mato Grosso do Sul.
O título desta edição ficou com o Operário, que conquistou seu décimo segundo título após vencer o hexagonal final com 22 pontos, três a mais do que o segundo colocado, o Naviraiense. O feito também garantiu ao campeão o direito de disputar a Copa do Brasil, a Copa Verde e a Série D do Campeonato Brasileiro de 2023.
O rebaixamento para a Série B foi definido ainda na fase inicial, quando Águia Negra e União ABC terminaram na última posição de seus respectivos grupos. O clube de Rio Brilhante, inclusive, integrou a elite do estado por 21 anos seguidos.

## Formato e participantes
O regulamento do Campeonato Sul-Mato-Grossense de 2022 permaneceu o mesmo da edição anterior. Numa primeira fase, as dez agremiações participantes foram divididas em dois grupos, pelos quais disputaram jogos de turno e returno. Após dez rodadas, as três melhores de colocadas de cada grupo se qualificaram para a segunda fase, um hexagonal final, enquanto as últimas colocadas de cada foram rebaixadas para a Série B. No hexagonal final, as seis agremiações restantes jogaram entre si em partidas de turno e returno, com o primeiro colocado sendo declarado campeão.
Na edição de 2021, Novo e Três Lagoas foram rebaixados e suas vagas ocupadas por Coxim e Naviraiense. Os dez participantes desse edição foram:
- Águia Negra
- Aquidauanense
- Chapadão
- Comercial
- Costa Rica
- Coxim
- Dourados
- Naviraiense
- Operário
- União ABC

## Resultados
Os resultados das partidas da competição estão apresentados nos chaveamentos abaixo. Foi disputada em duas fases por pontos corridos, com os seguintes critérios de desempates sendo adotados em caso de igualdades: número de vitórias, saldo de gols, número de gols marcados, confronto direto, número de cartões amarelos recebidos, número cartões vermelhos recebidos e sorteio.

### Geral
- «Regulamento Geral do Campeonato Sul-Mato-Grossense de 2022» (PDF). Federação de Futebol de Mato Grosso do Sul. Consultado em 25 de abril de 2022. Cópia arquivada (PDF) em 29 de janeiro de 2022
- «Tabela do Campeonato Sul-Mato-Grossense de 2022». ge. Consultado em 25 de abril de 2022. Arquivado do original em 25 de abril de 2022
- «Tabela de jogos do Campeonato Sul-Mato-Grossense de 2022» (PDF). Federação de Futebol de Mato Grosso do Sul. Cópia arquivada (PDF) em 25 de abril de 2022

### Específicas
1. ↑  Wender Carbonari (24 de abril de 2012). «Operário é campeão sul-mato-grossense de futebol de 2022». Douradosnews.com.br. Consultado em 25 de abril de 2022. Cópia arquivada em 25 de abril de 2022
2. ↑  Guilherme Correia; Liana Feitosa (24 de maio de 2022). «Operário bate Aquidauanense e é campeão estadual após quatro anos sem títulos». Campograndenews.com.br. Consultado em 25 de abril de 2022. Cópia arquivada em 25 de abril de 2022
3. 1 2  Rogério Vidmantas (24 de abril de 2022). «SUL-MATO-GROSSENSE: Operário é campeão estadual de 2022!». Futebolinterior.com.br. Consultado em 25 de abril de 2022. Cópia arquivada em 25 de abril de 2022
4. ↑  «Operário é campeão sul-mato-grossense de 2022». ge. 24 de abril de 2022. Consultado em 25 de abril de 2022. Cópia arquivada em 25 de abril de 2022
5. ↑  «SERC vence e rebaixa União ABC, agora espera clássico para classificar». Esportems.com.br. 5 de março de 2022. Consultado em 25 de abril de 2022. Cópia arquivada em 25 de abril de 2022
6. ↑  Lucas Castro (3 de março de 2022). «Estadual de Futebol 2022: Águia Negra perde e é rebaixado; grupo B segue embolado». Fundesporte.ms.gov.br. Consultado em 25 de abril de 2022. Cópia arquivada em 25 de abril de 2022
7. ↑  «Campeonato Sul-mato-grossense: veja onde assistir e mais informações sobre o estadual de 2022». Lance!. 2 de fevereiro de 2022. Consultado em 25 de abril de 2022. Cópia arquivada em 16 de fevereiro de 2022
8. 1 2  João Pedro Godoy (20 de outubro de 2021). «Federação divulga tabela do Estadual 2022 com direito a Comerário na primeira fase». ge. Consultado em 25 de abril de 2022. Cópia arquivada em 12 de abril de 2022
9. ↑  Jhefferson Gamarra (13 de abril de 2021). «Sem somar nenhum ponto, Três Lagoas é o segundo rebaixado no Estadual». Campograndenews.com.br. Consultado em 9 de outubro de 2021. Cópia arquivada em 9 de outubro de 2021
10. ↑  João Pedro Godoy (20 de abril de 2021). «Dirigentes de clubes rebaixados no estadual fazem balanço da temporada: 'Voltaremos mais fortes'». ge. Consultado em 9 de outubro de 2021. Cópia arquivada em 9 de outubro de 2021
11. ↑  Jhefferson Gamarra (30 de dezembro de 2021). «Naviraiense e Coxim garantem acesso à Série A do estadual 2022». Campograndenews.com.br. Consultado em 25 de abril de 2022. Cópia arquivada em 30 de dezembro de 2021
12. ↑  Lucas Castro (24 de abril de 2022). «Operário é campeão sul-mato-grossense de futebol pela 12ª vez». Fundesporte.ms.gov.br. Consultado em 25 de abril de 2022. Cópia arquivada em 25 de abril de 2022